# Ajuntament de Torregrossa
Ajuntament de Torregrossa és un monument del municipi de Torregrossa (Pla d'Urgell) inclòs en l'Inventari del Patrimoni Arquitectònic de Catalunya.

## Descripció
Edifici de planta quadrada amb planta baixa i dos pisos. Resta cobert per teulada a doble vessant a la part central i terrassa plana amb balustrada ornamental a les façanes anterior i posterior. El concepte de l'edifici es basa en una simetria compositiva i una l'austeritat ornamental, només alterada per les balconades de forja i per la pedra natural a la planta baixaper al sòcol, les cantonades i el remat i perfils de les tres portades. L'únic element menys auster són les formes ondulants i sinuoses les motllures de la porta principal. Aquestes motllures s'apropen estilísticament als motius decoratius modernistes, àmpliament difosos en aquella època i que en el cas de Torregrossa queden reflectits de manera senzilla en aquesta portada.
La resta de paraments murals són arrebossats.
Aquest edifici és a la zona de l'eixample de la població i presenta similituds formals, compositives i ornamentals amb altres edificacions properes, com cal Campmajó, la casa de Teresa Ampurdanès i Cal Salvia.
El conjunt és molt ben proporcionat.

## Història
Projectat l'any 1905 com a escoles públiques. A la façana hi ha l'escut de la vila, datat el 1909.